# Ockraboklus
Ockraboklus (Liposcelis entomophila) är en insektsart som först beskrevs av Günther Enderlein 1907.  Ockraboklus ingår i släktet Liposcelis och familjen boklöss. Arten är reproducerande i Sverige. Inga underarter finns listade i Catalogue of Life.